# Santa Maria Novella

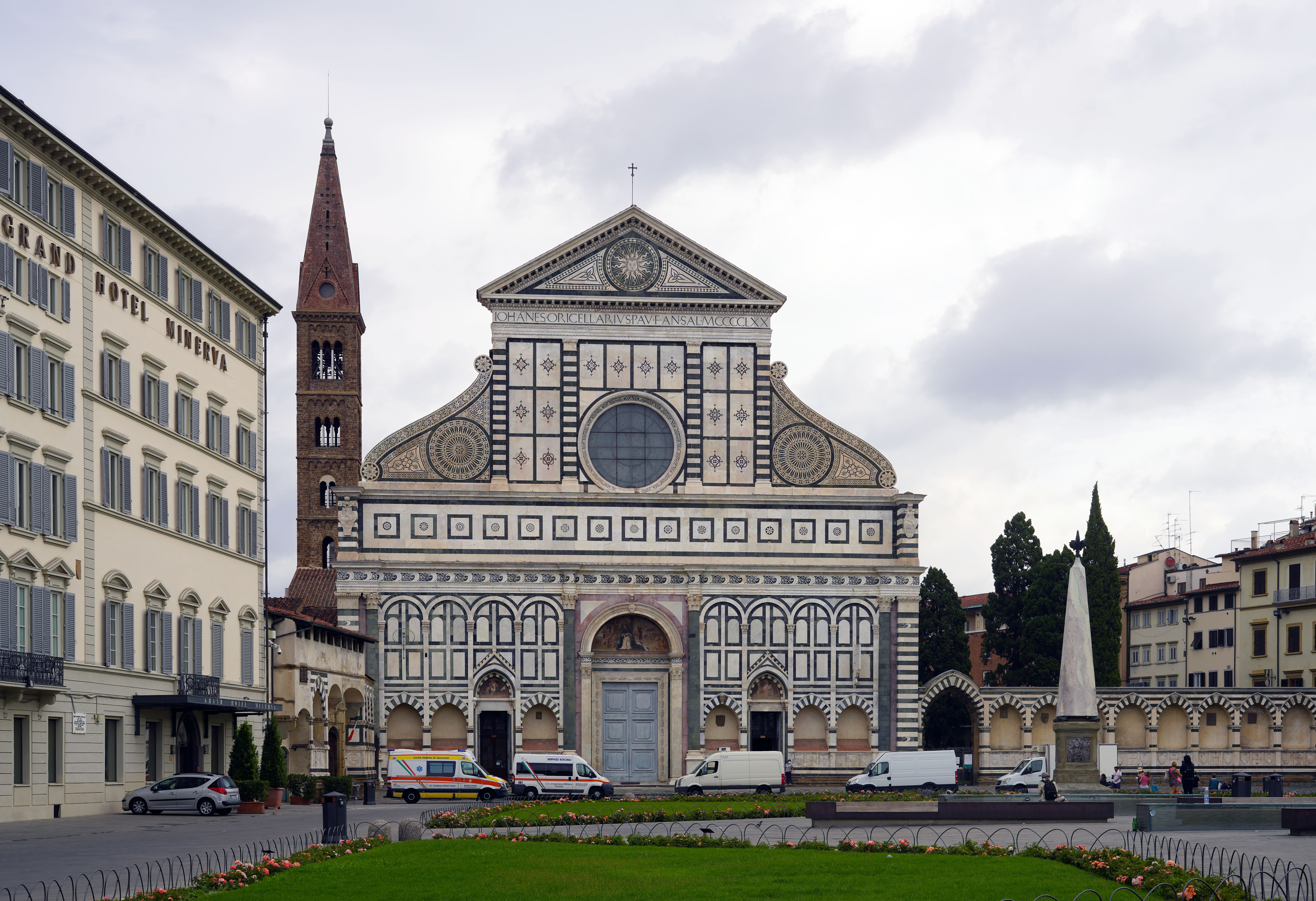
Die von Leon Battista Alberti entworfene, 1470 fertiggestellte Renaissance-Fassade

Die Basilika Santa Maria Novella ist eine gotische Kirche und Klosteranlage in Florenz. Sie liegt im Nordwesten der Altstadt an der Piazza Santa Maria Novella, gegenüber dem nach ihr benannten Bahnhof.

## Geschichte

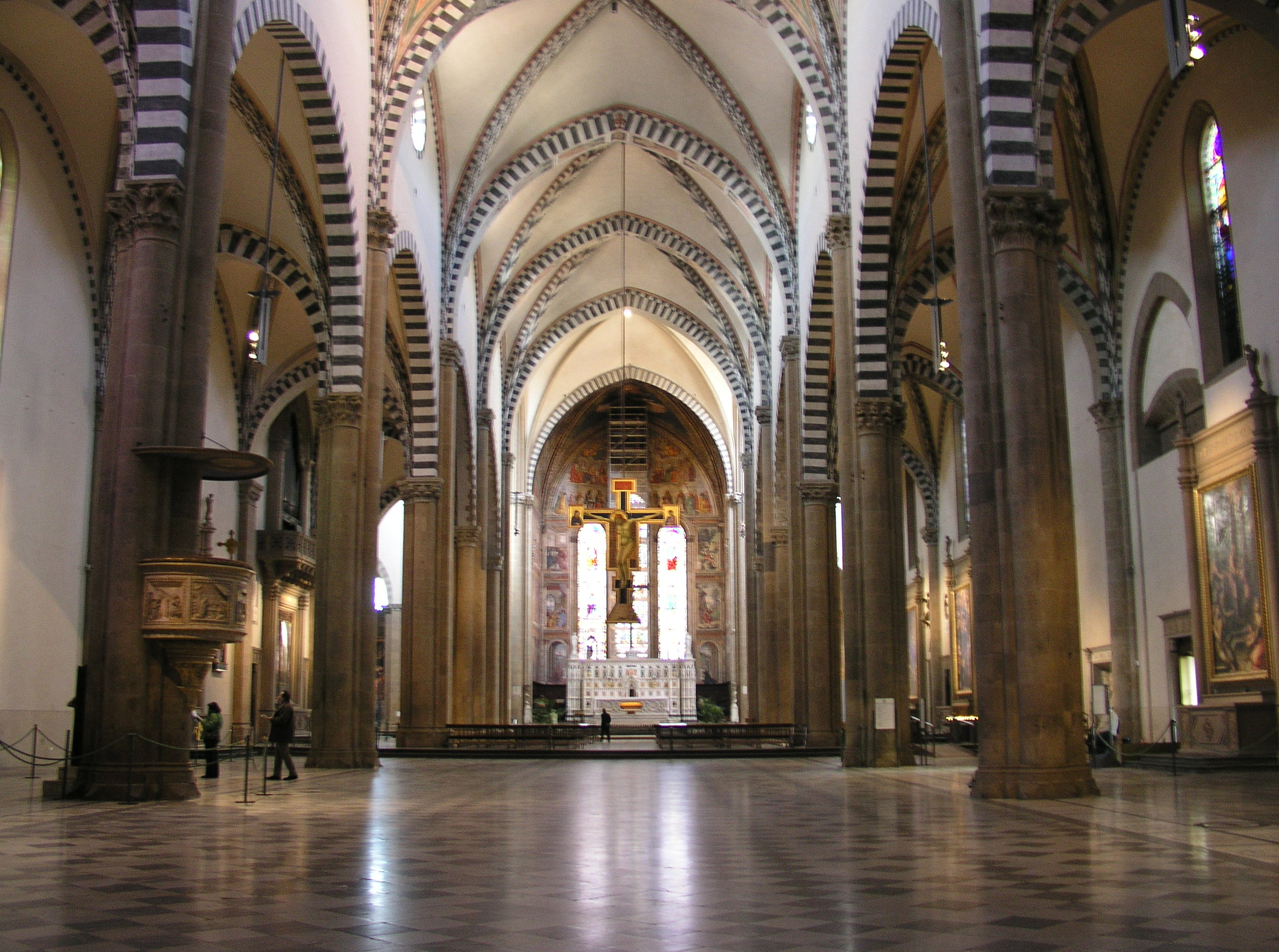
Innenraum mit Blick auf den Chor und das Kreuz von Giotto

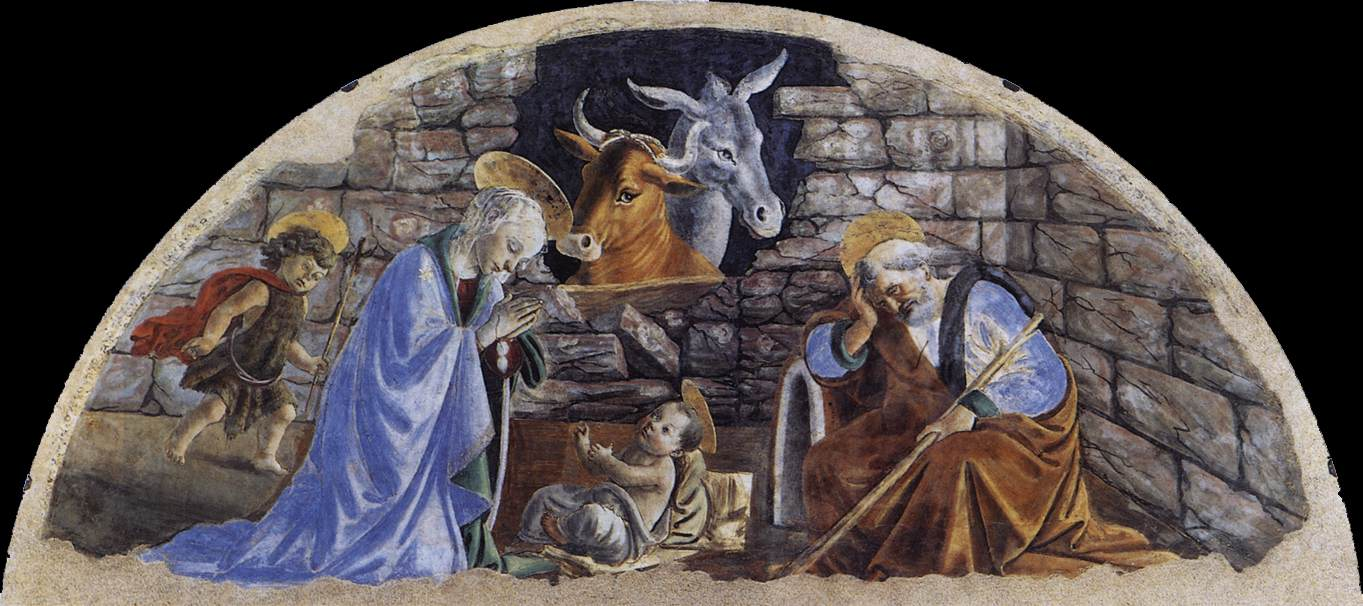
Sandro Botticelli: Die Geburt Christi

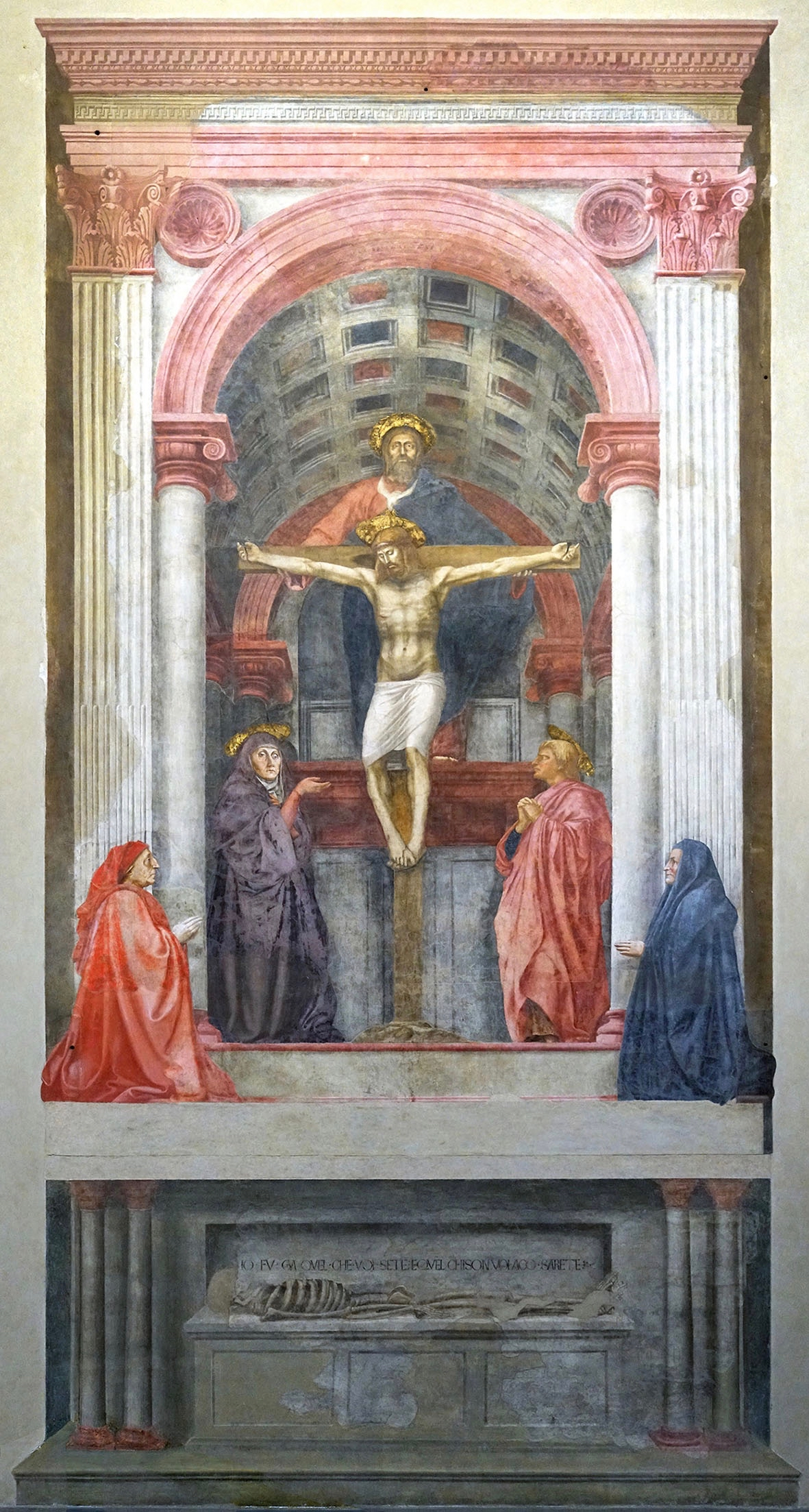
Masaccios Dreifaltigkeit, 1425–26

Die Basilika wurde anstelle der Andachtsräume der Dominikaner von Santa Maria delle Vigne aus dem 10. Jahrhundert errichtet. Der Bau begann in der Mitte des 13. Jahrhunderts und dauerte bis in die Mitte des 14. Jahrhunderts. Den Titel Basilica minor erhielt die Kirche 1919 durch Papst Benedikt XV.
Der Entwurf stammt von zwei Dominikanern, Fra Sisto da Firenze und Fra Ristoro da Campi. Im Auftrag der Familie Rucellai entwarf Leon Battista Alberti die dunkelgrün-weiße Marmorfassade der Kirche (1456–1470). Giorgio Vasari war der Architekt beim ersten Umbau der Kirche, bei dem der originale Lettner und die Galerie entfernt wurden. Der zweite Umbau wurde von Enrico Romoli geplant und zwischen 1858 und 1860 ausgeführt.
An der Fassade Albertis sind die für die Renaissance typischen geometrischen Formen zu sehen bei Betonung der flachen Wand. Rechtecke, Quadrate, Kreise und Rundbögen bestimmen die Gestaltung wie schon bei der Pazzi-Kapelle Brunelleschis 25 Jahre zuvor (Motiv des Tetrastylos, hohe Attika, beiderseits Voluten als geometrische Schmuckformen, Inkrustation aus verschiedenen Marmorarten).
Alberti löste hier das Problem des Gleichgewichts zwischen den Horizontalen und den Vertikalen, und es glückte ihm auch eine harmonische Verbindung zwischen den verschiedenen Geschossen der Fassade, indem er zwei Voluten hinzufügte, die sich zwar aus dem gotischen Strebepfeiler ableiten, aber durch diese strenge und zugleich dekorative Geometrie eine neue Form in die Architektur der Renaissance einführten.
Im Inneren ist der gotische Bau zu erkennen. Auf der Innenfassade befindet sich Sandro Botticellis Fresko der Geburt Jesu, unter dem sich früher auch seine Die Anbetung der Heiligen drei Könige befand, die heute in den Uffizien ausgestellt wird.
Das Mittelschiff mit Spitzbögen und Kreuzrippengewölbe ist von den Seitenschiffe durch Rundbögen getrennt, die ebenso so hoch wie breit sind, so dass sich weitgehend der Eindruck eines einheitlichen Raumes ergibt. Eine Besonderheit der toskanischen und umbrischen Architektur ist die Ornamentierung von Bögen und ganzen Wänden mit alternierenden Farbschichtungen. Hier sind lediglich die Bögen und Rippen farblich hervorgehoben, in Siena und Orvieto sind es ganze Wände.

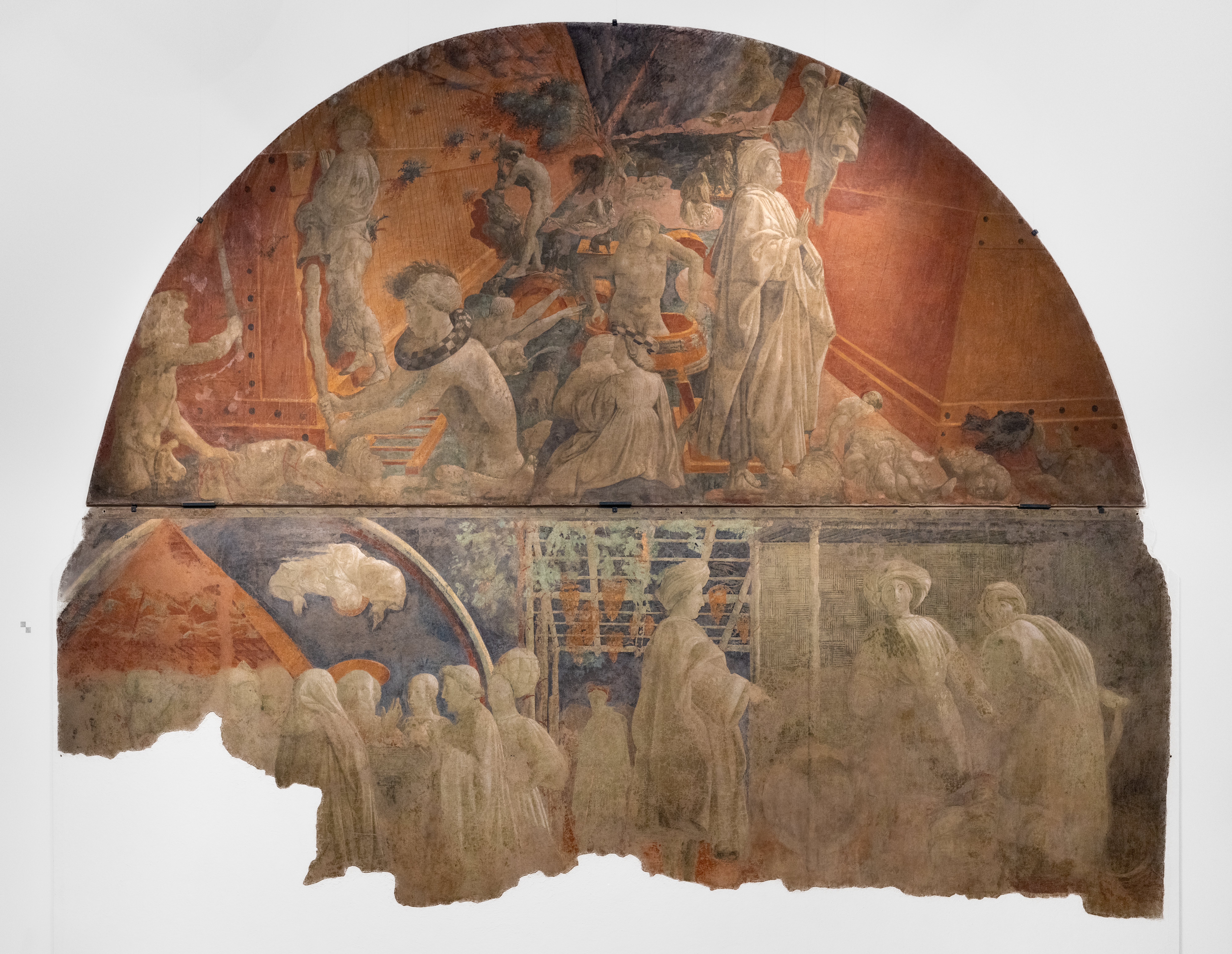
Paolo Uccello, Geschichte Noahs, um 1447, ehemals im chiostro verde, heute im Refektorium

Das Innere ist als lateinisches Kreuz mit drei Schiffen gebaut. Das Mittelschiff ist 100 Meter lang. Im linken Seitenschiff befindet sich nach ca. 50 Metern das Fresko Die Heilige Dreifaltigkeit von Masaccio. Das Fresko zeigt zu einem frühen Zeitpunkt in der Geschichte der Malerei die Perspektive.
Unter den Kapellen sind die „Capella della Pura“, die Rucellai-Kapelle, die Bardi-Kapelle, die Filippo-Strozzi-Kapelle und die Gondi-Kapelle.

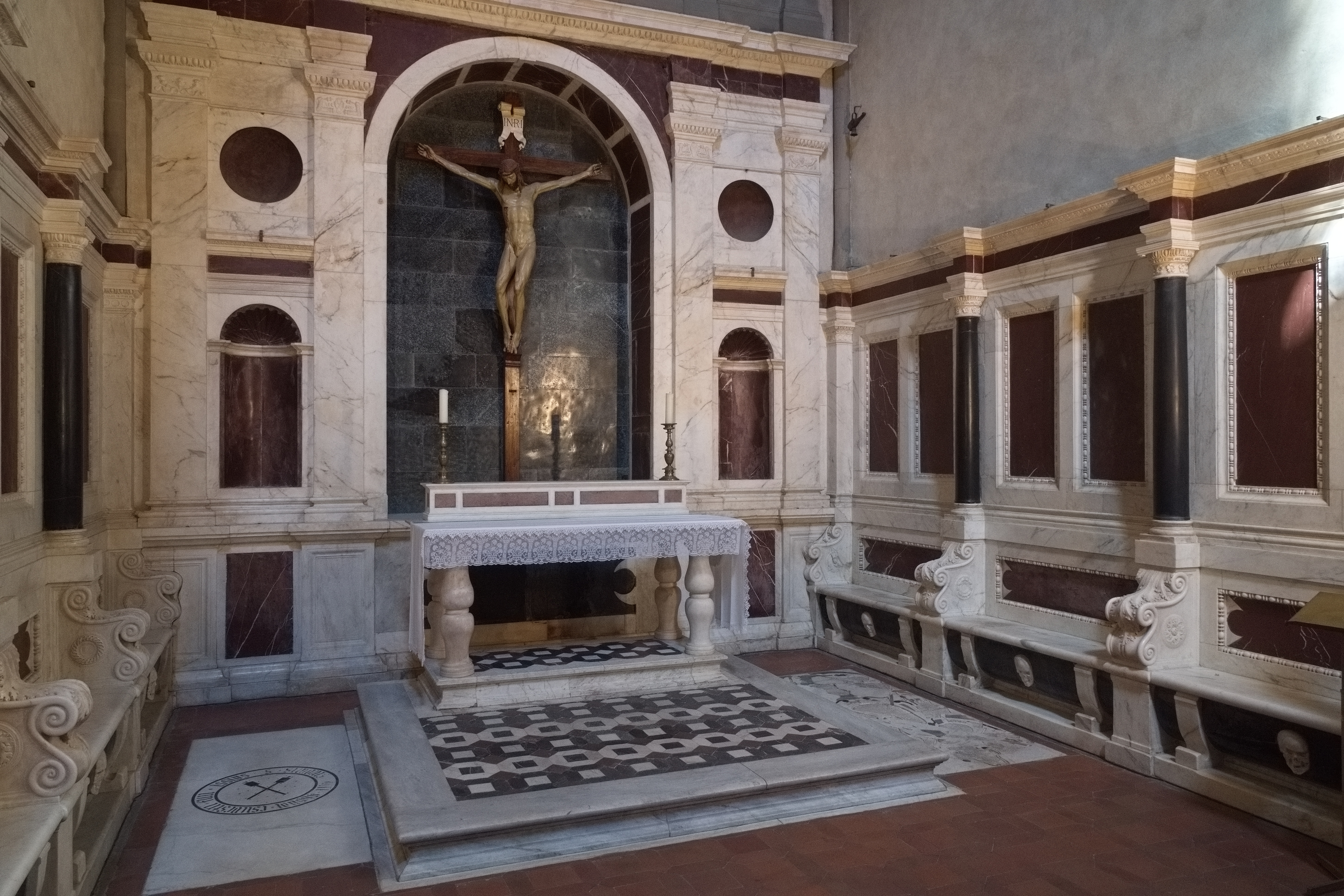
Gondi Kapelle von Giuliano da Sangallo (1503) mit Brunelleschis Kruzifix (um 1410)

## Cappella Tornabuoni
Die Fresken in dieser Hauptchorkapelle schuf Domenico Ghirlandaio zusammen mit seiner Werkstatt in den Jahren 1486 bis 1490 im Auftrag des Bankiers Giovanni Tornabuoni. Sie bedecken eine Fläche von 400 m² und zeigen Szenen aus dem Leben der Jungfrau Maria (darunter die Geburt Mariens) und Johannes’ des Täufers. In den 1960er Jahren überzogen Restauratoren sie mit einem Kunstharzfirnis, in der Absicht, sie vor dem Verfall zu retten. Doch die Farben gingen Schwefelsäureverbindungen ein, die oberste Schicht der Malerei löste sich von der Wand. Fachleute des staatlichen Restaurierungsateliers Opificio delle Pietre Dure in Florenz mussten zunächst den Kalkfarbfilm festigen, ehe sie den Firnis entfernen konnten. Nach sechs Jahren war die Rettung 1991 geglückt.

## Am Bau beteiligte Künstler

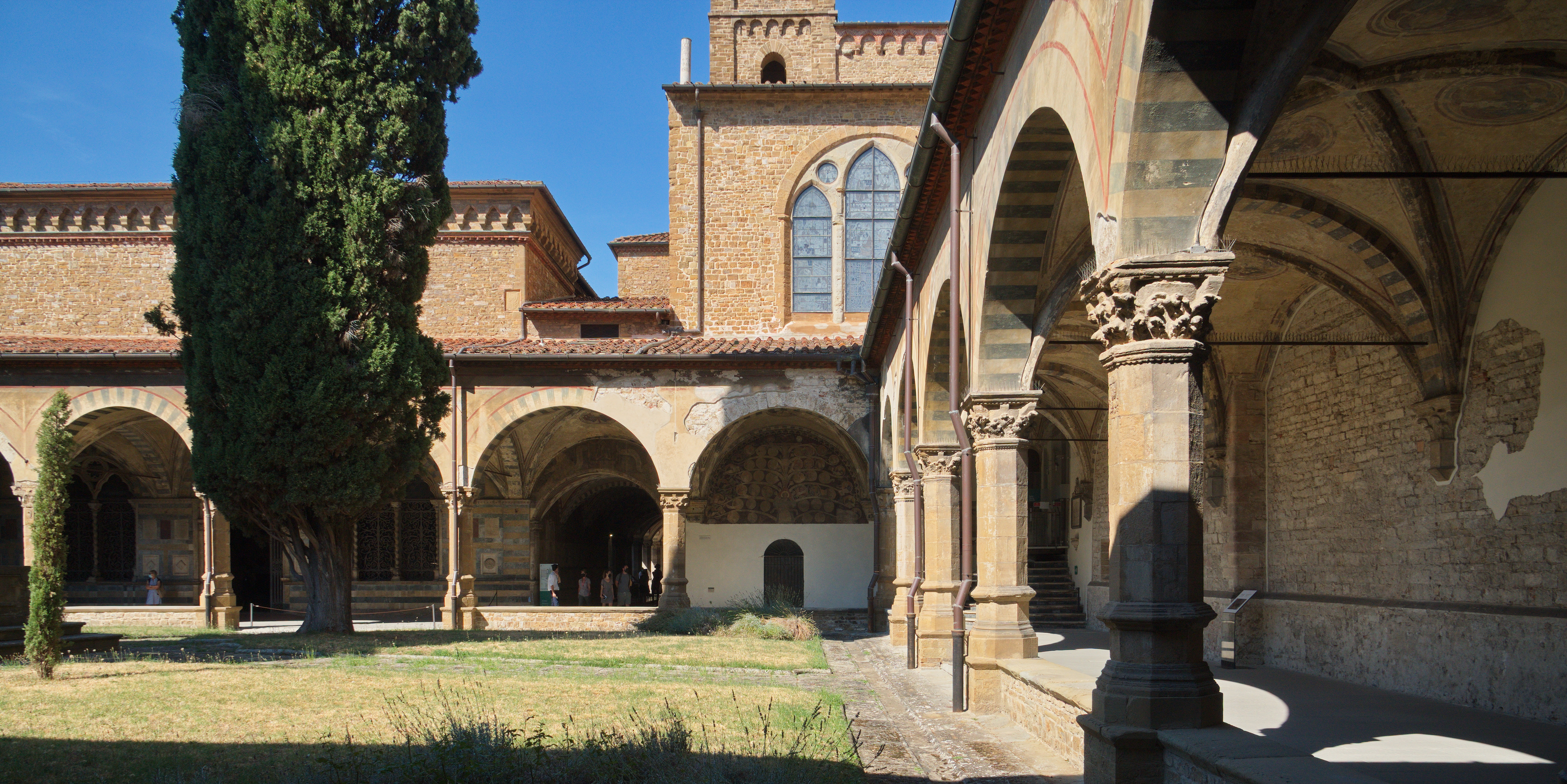
Der grüne Kreuzgang (chiostro verde)

- Baccio d’Agnolo – Holzschnitzereien
- Andrea di Bonaiuto - (seit 1365) Fresken in der Spanischen Kapelle
- Agnolo Bronzino – Das Wunder Jesu
- Brunelleschi - Kruzifix, (ca. 1410) in der Gondi-Kapelle
- Tino di Camaino – Büste des hl. Antoninus (Terrakotta); das Grab des Bischofs von Fiesole
- Nardo di Cione – Fresken vom Jüngsten Gericht
- Duccio – Rucellai-Madonna
- Lorenzo Ghiberti – Grabmal für Leonardo Dati (1423)
- Domenico Ghirlandaio – Fresken in der Kapelle der Tornabuoni (spätes 15. Jahrhundert)
- Giotto – Kruzifix (ca. 1280)
- Filippino Lippi – Fresken in der Strozzi-Kapelle (1487–1502)
- Benedetto da Maiano – Grab des Filippo Strozzi (1491)
- Masaccio – Dreifaltigkeit (1426–27)
- Pisano – Madonna mit Kind
- Bernardo Rossellino – Grabmal der Beata Villana (1451)
- Paolo Uccello – Fresken aus dem chiostro verde im Refektorium
- Giorgio Vasari – Madonna im Rosengarten (1568)

Fresken von Filippino Lippi in der Filippo-Strozzi-Kapelle, 1487–1503
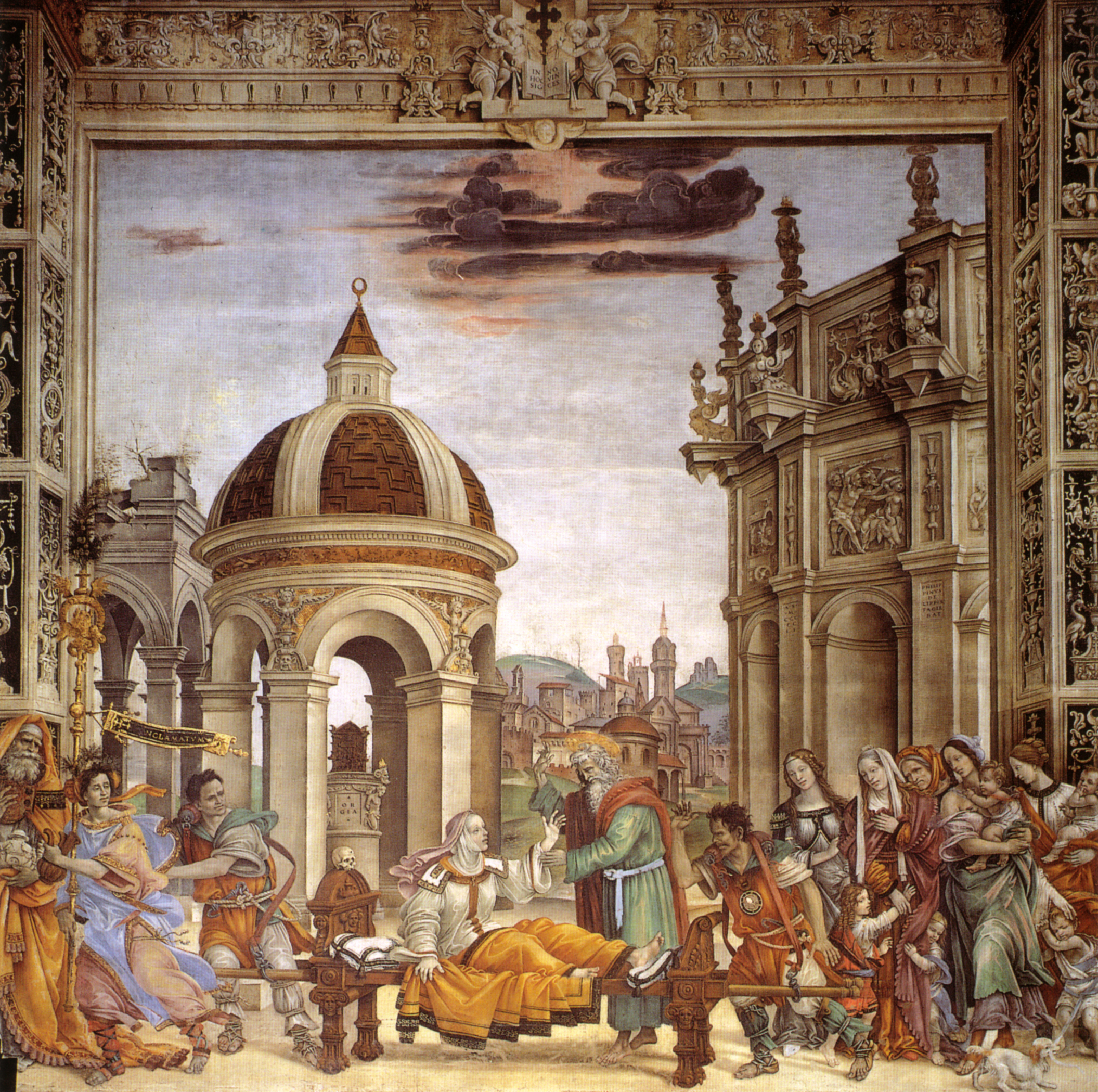
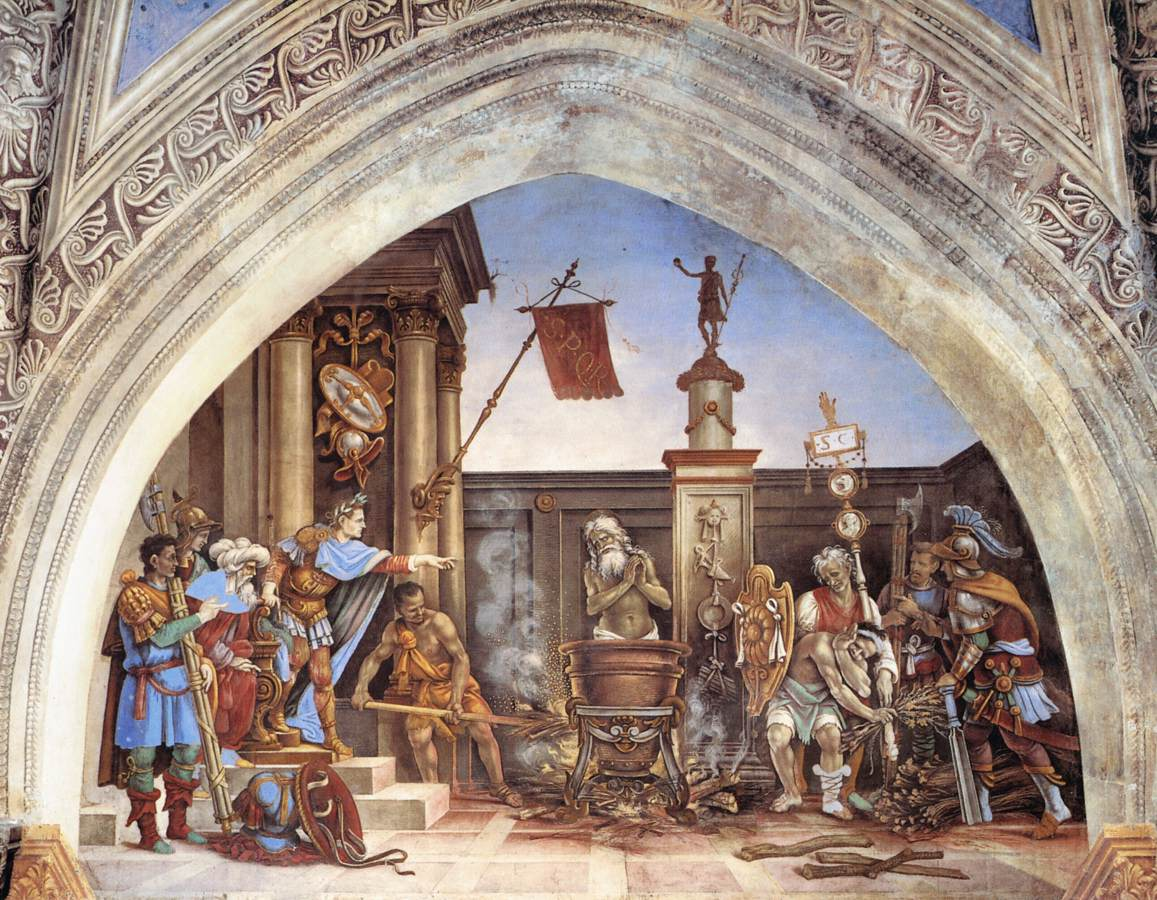
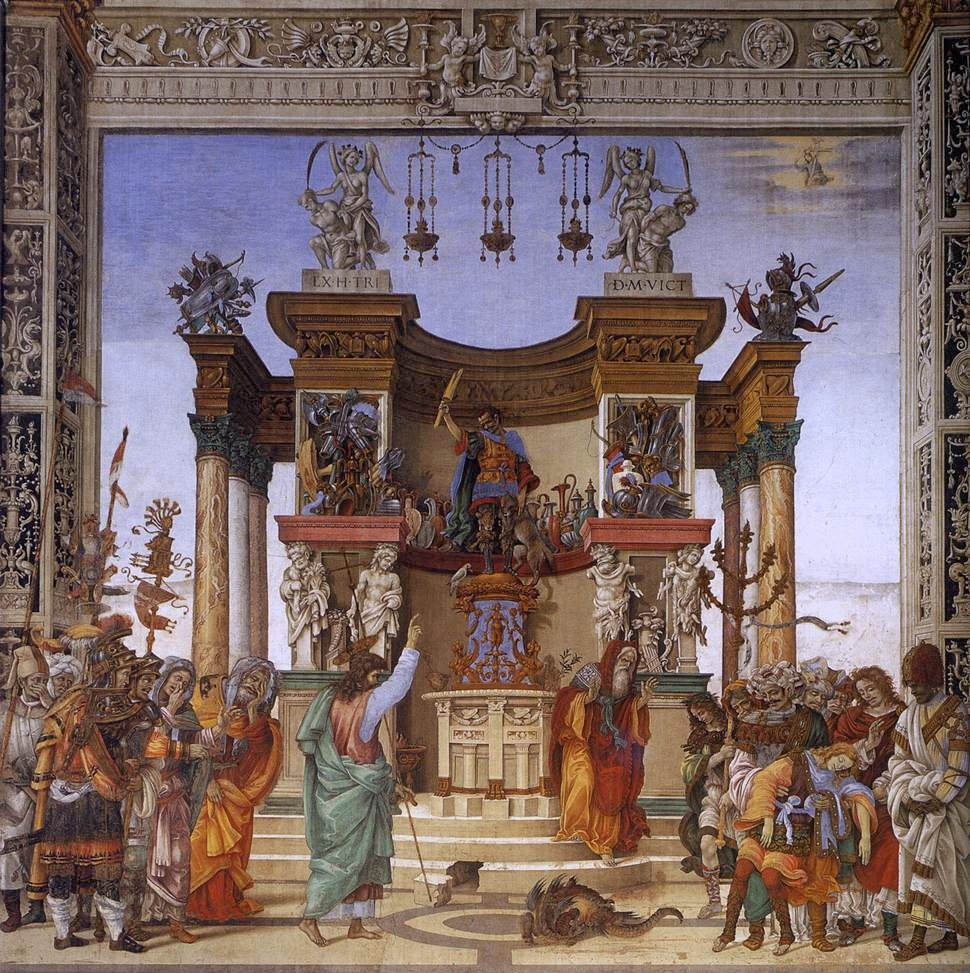
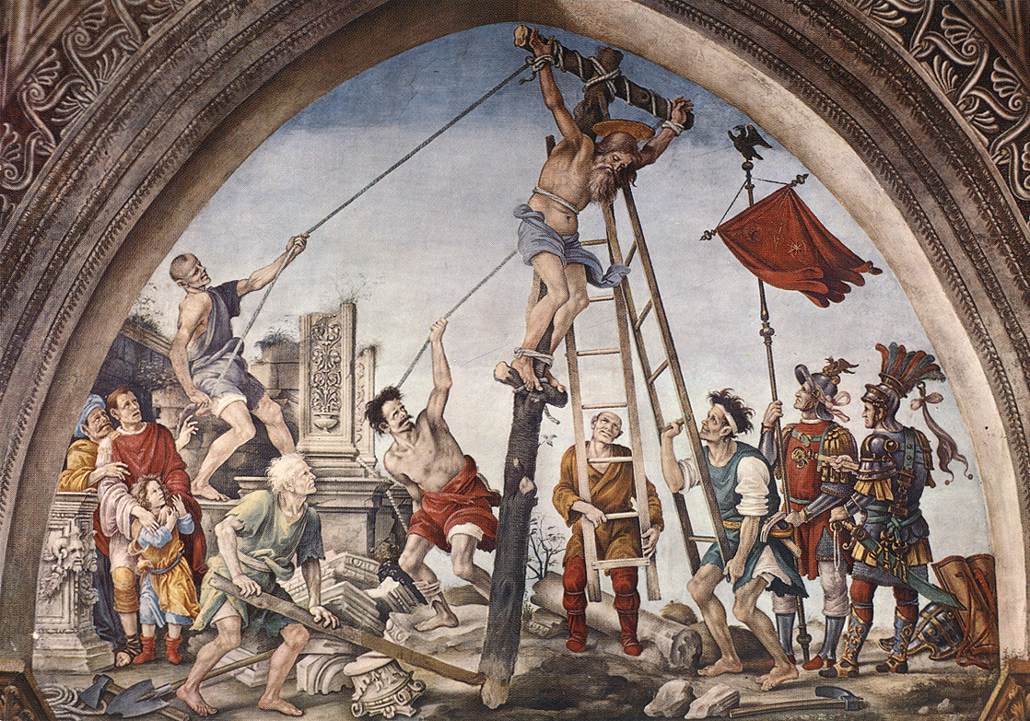

Fresken von Domenico Ghirlandaio in der Tornabuoni-Kapelle, 1486–1490
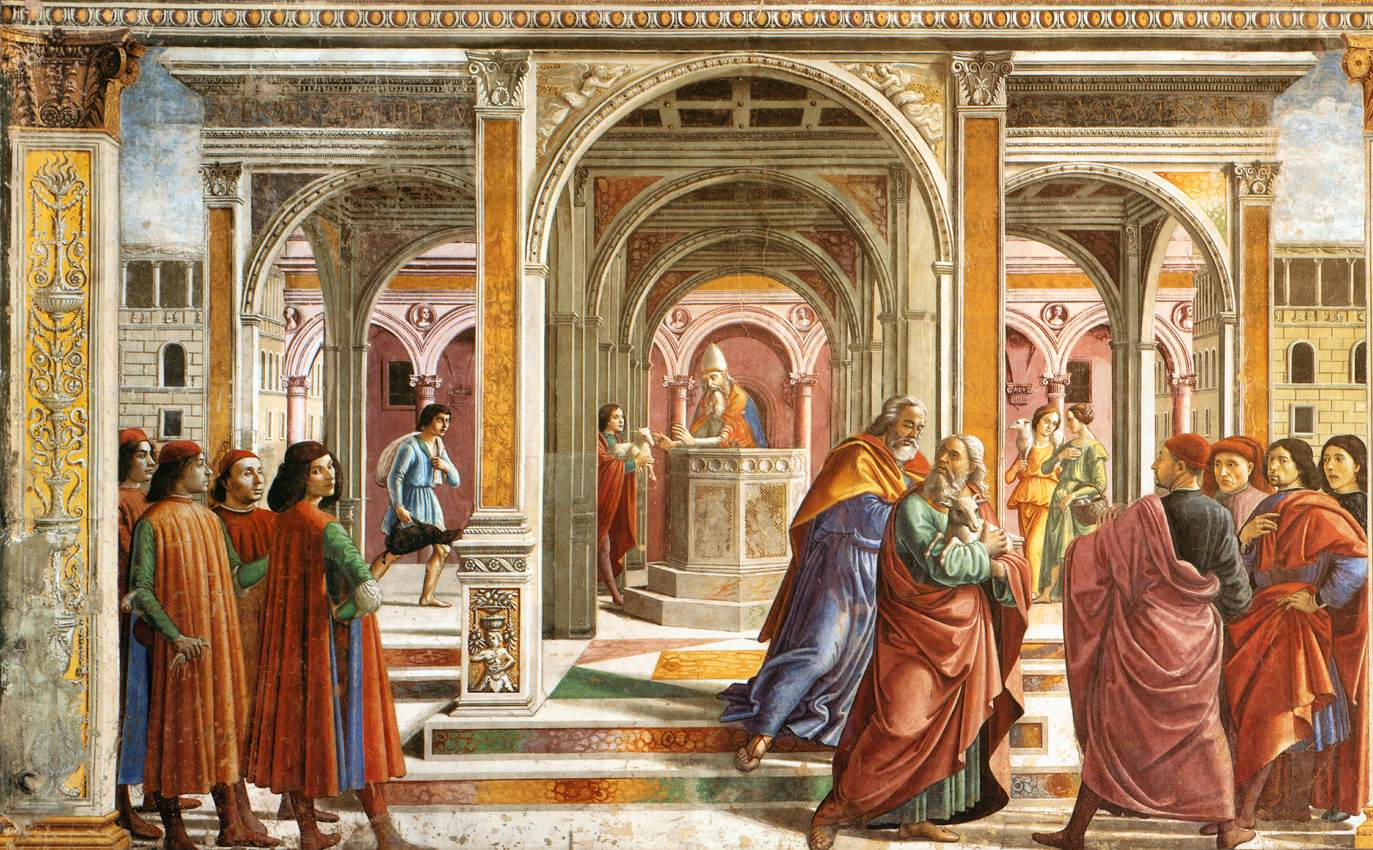
Die Vertreibung Joachims aus dem Tempel
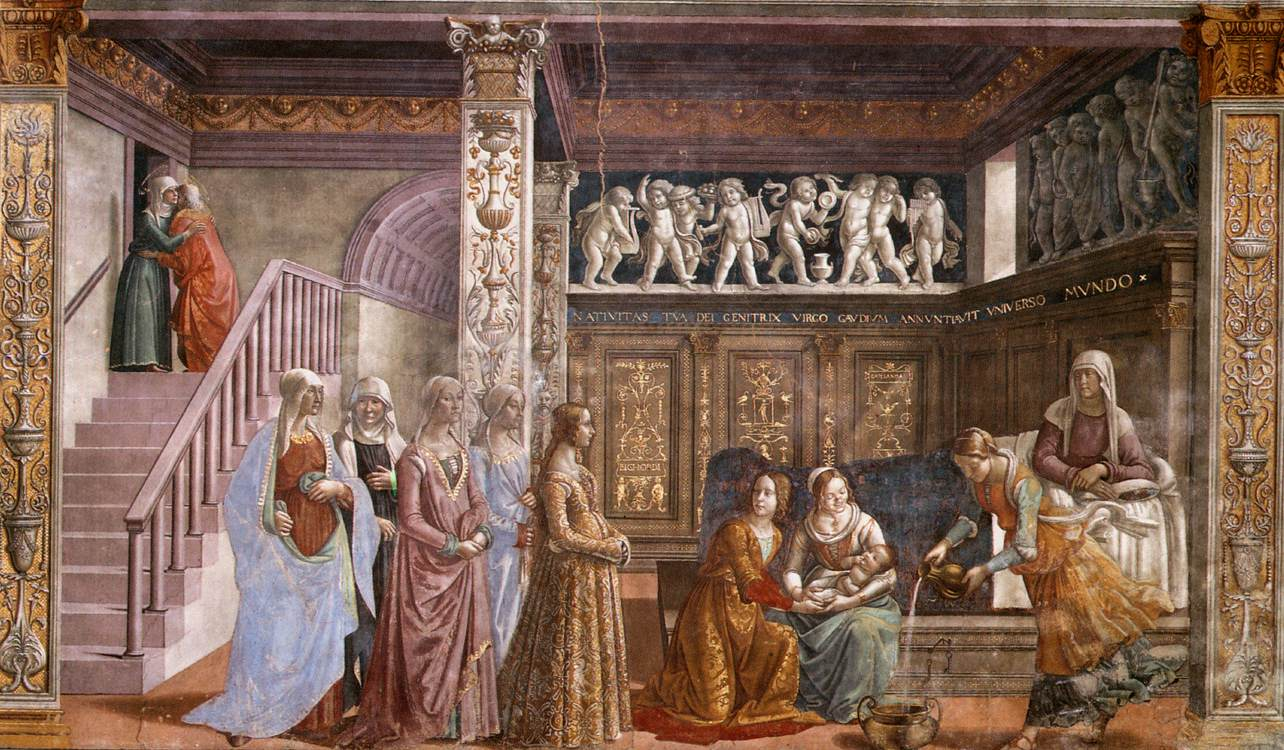
Die Geburt Mariä
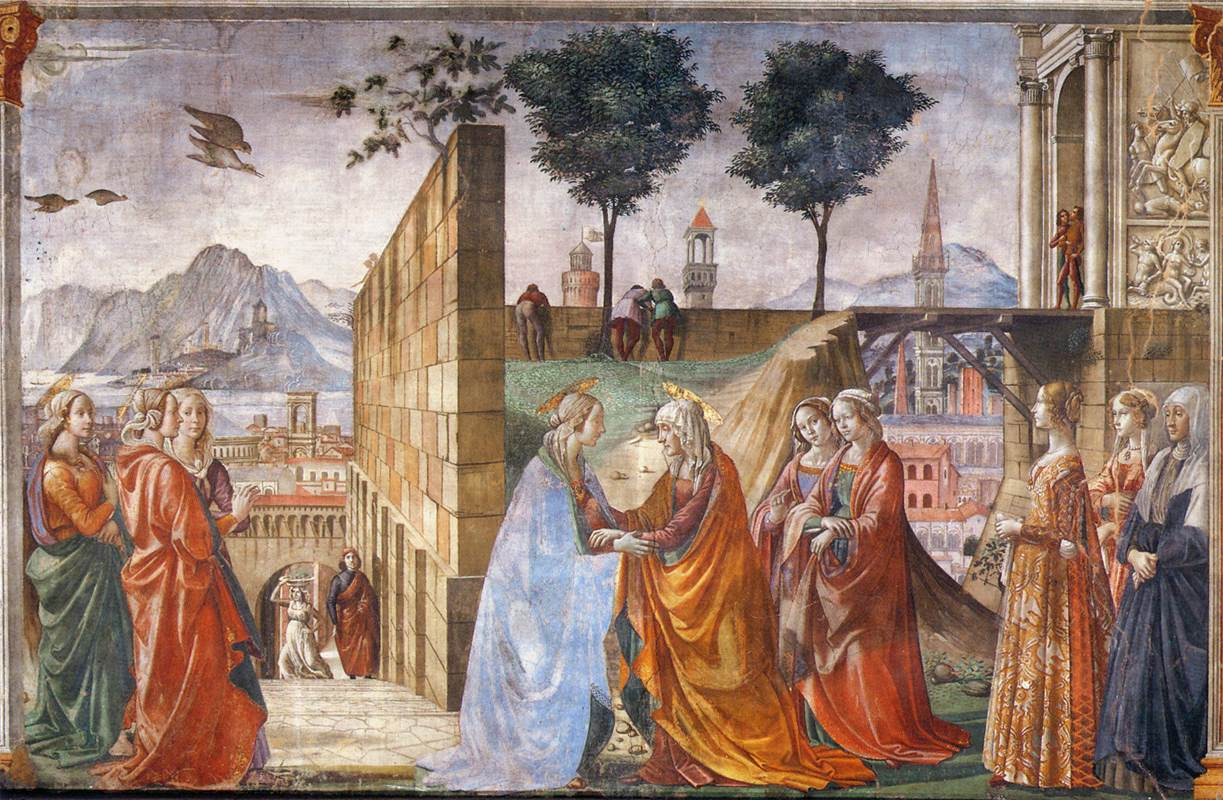
Heimsuchung Mariä
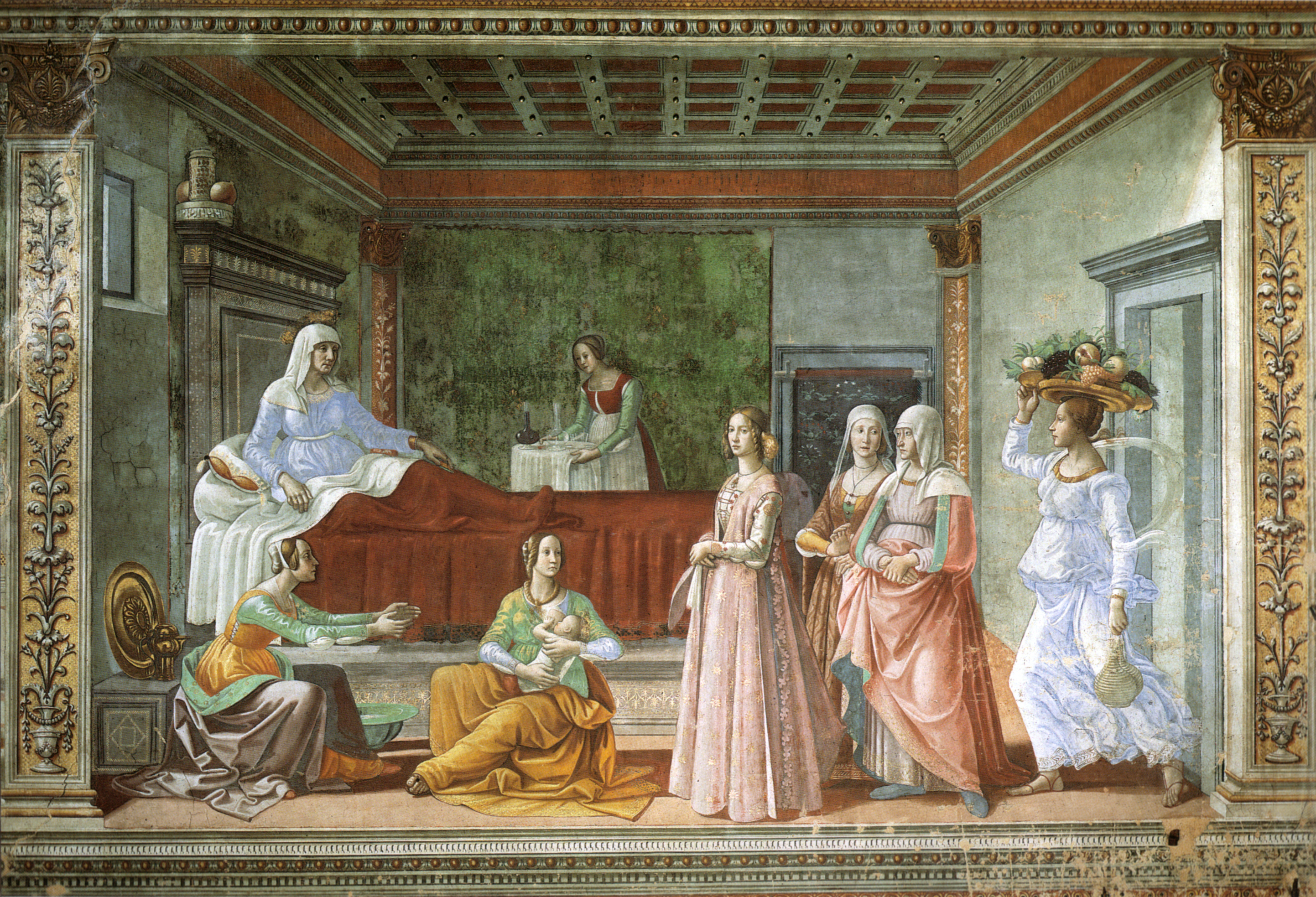
Die Geburt Johannes des Täufers

## Orgel
Die Orgel geht zurück auf ein Instrument aus dem Jahre 1532, das im Laufe der Zeit erweitert, reorganisiert wurde. Es befindet sich in einem Orgelgehäuse aus dem 15. Jahrhundert. Die Orgel hat 19 Register auf zwei Manualen und Pedal.
| I Hauptwerk C-c4 |                  |       |
| 1.               | Principale       | 16′   |
| 2.               | Principale       | 8′    |
| 3.               | Flauto           | 8′    |
| 4.               | Ottava           | 4′    |
| 5.               | Duodecima        | 2 ⁄3′ |
| 6.               | Flauto in XV     | 2′    |
| 7.               | Decimaquinta     | 2′    |
| 8.               | Ripieno grave IV |       |
| 9.               | Ripieno acuto II |       |
| 10.              | Voce Umana       | 8′    |
| 11.              | Tromba           | 8′    |

| II Schwellwerk C-c4 |               |       |
| 12.                 | Principalino  | 8′    |
| 13.                 | Bordone       | 8′    |
| 14.                 | Flauto        | 4′    |
| 15.                 | Flauto in XII | 2 ⁄3′ |
| 16.                 | Oboe          | 8′    |
|                     | Tremolo       |       |

| Pedalwerk C-g1 |              |        |
| 17.            | Contrabbasso | 16′    |
| 18.            | Basso Forte  | 8′     |
| 19.            | Quinta       | 5 1⁄3′ |

## Die Spanische Kapelle

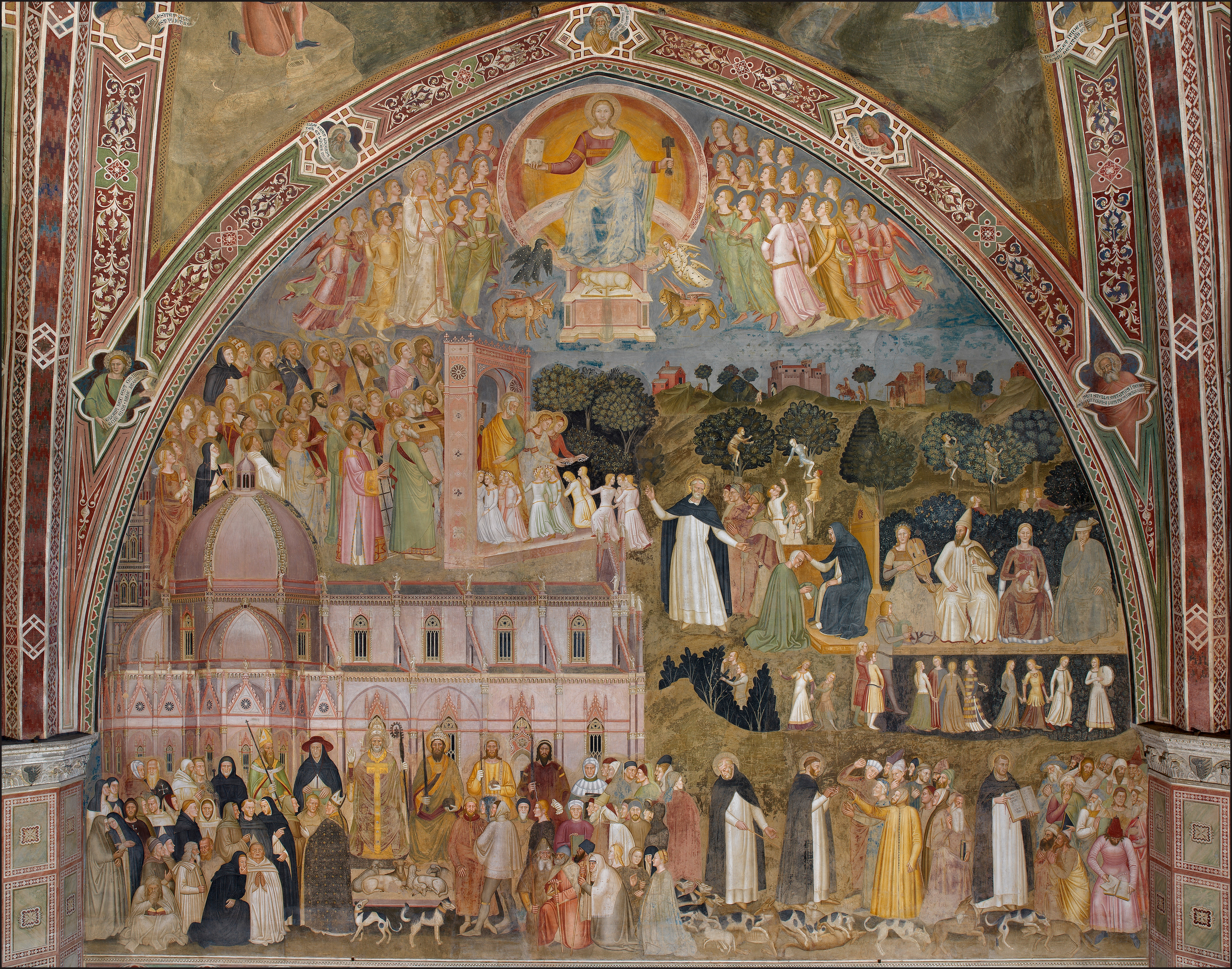
Die Streitende und Triumphierende Kirche von Andrea di Bonaiuto, um 1365. Das dargestellte Kirchengebäude ähnelt dem Florentiner Dom, entspricht aber weder Plänen, noch der tatsächlichen Ausführung. Der 1365 bereits fertiggestellte, von Giotto begonnene Glockenturm wird hier fotografisch genau wiedergegeben. Der Dom selbst, mit Kuppel und Westfassade, wird aus bildgestalterischen Gründen um 180° gedreht.

Santa Maria Novella ist eine Klosteranlage und verfügt außer der Kirche über zwei Kreuzgänge und diverse Klostergebäude. Einer der schönsten Räume der Anlage ist der Kapitelsaal. Er wird die „Spanische Kapelle“ genannt, die zwischen der Kirche und dem äußeren Kreuzgang liegt. Sie wurde in der Mitte des 14. Jahrhunderts errichtet. Die Fresken des großen Raumes stammen von Andrea di Bonaiuto aus der Zeit um 1365 und haben als generelles Thema die Allegorie der Kirche. Gleichfalls von ihm stammt das Rosenfenster Die Marienkrönung.
Die Fresken auf der Wand gegenüber dem Eingang zeigen die drei letzten Szenen aus dem Leben Jesu, den Weg nach Golgotha, den Tod am Kreuz und den Abstieg in den Limbus zur Rettung der zuvor verstorbenen Gerechten. Die Fresken der linken Wand stellen Bezüge zum Werk des heiligen Thomas von Aquin dar. Um seine zentrale Figur auf dem Lehrstuhl schweben Engel als Verkörperungen der drei göttlichen und der vier weltlichen Tugenden. Zu seinen Füßen ruhen niedergeschlagen die drei von ihm bekämpften Autoren Arius, Nestor und Averroes. Rechts und links sitzen, jeweils von einem Engel hinter ihnen unterstützt, die wichtigsten Vertreter der akademischen Fächer, links (von links nach rechts) Justinian für das weltliche Recht, Papst Clemens V. für das kirchliche Recht, Aristoteles für die Philosophie, Hieronymus für die Heilige Schrift, Johannes von Damaskus für die intellektuell-spekulative Theologie, Dionysius Areopagita für die meditativ-ekstatische Theologie, Augustinus für das Predigen. Auf der rechten Wand wird das Motiv der Streitenden und Triumphierenden Kirche dargestellt. In der unteren Zone findet sich links eine Versammlung geistlicher und weltlicher Würdenträger, Ordensleute und Vertreter anderer Stände – im Zentrum der Papst, zu seiner Rechten ein Dominikaner-Kardinal, zu seiner Linken der Kaiser.

## Trivia
In der Kirche Santa Maria Novella beginnt die Rahmenhandlung von Giovanni Boccaccios berühmtem Novellenzyklus Il decamerone.